# Powiat sokalski (Galicja)
Powiat sokalski – dawny powiat kraju koronnego Królestwo Galicji i Lodomerii, istniejący w latach 1867–1918.
Siedzibą c.k. starostwa był Sokal. Powierzchnia powiatu w 1879 roku wynosiła 12,689 mil kw. (730,13 km²), a ludność 69 999 osób. Powiat liczył 101 osad, zorganizowanych w 92 gminy katastralne.
Na terenie powiatu działały 2 sądy powiatowe - w Sokalu i Bełzie.

## Starostowie powiatu
- Albin Zajączkowski (1871)
- Dionizy Tchórzewski (1879–1889)
- Dionizy Zawadzki (1890, hon. obywatel Trembowli[1])
- Edwin Płażek
- Władysław Korosteński[2]

## Komisarze rządowi
- Gustaw Hausknecht (1871)
- Józef Arvay (1879–1882)
- Stanisław Kwiatkowski (1890)